# Plejad-klass
Plejad-klass var en svensk fartygsklass som utgjordes av elva stycken torpedbåtar.

## Historik
Plejad-klassen byggdes med ledning av erfarenheter från HMS Perseus, som var ett prototypfartyg vilket projekterades med en ny dubbelverkande motortyp från Götaverken. Denna blev dock aldrig färdig och Perseus användes senare som experimentfartyg för gasturbindrift. Plejad-klassen om 11 fartyg färdigställdes 1954–1957 och benämndes "TB typ Plejad". Fartygens namn är lånade från kända stjärnor. De ärvde namnen från de ångdrivna 1:a klass torpedbåtar flottan hade under första delen av 1900-talet. Fartygen utrangerades under åren 1977–1981.

## Allmän beskrivning
Plejad-klass är en deplacerande fartygstyp. Skrovet är i likhet med äldre torpedbåtar mycket smalt. Avgaserna släpps ut i sida respektive botten.

## Data

### Huvuddimensioner
- Deplacement 155 ton
- Längd över allt 48 m
- Längd i konstruktionsvattenlinjen 45,2 m
- Bredd, största 5,8 m
- Djupgående, akter 1,6 m

### Framdrivningsmaskineri

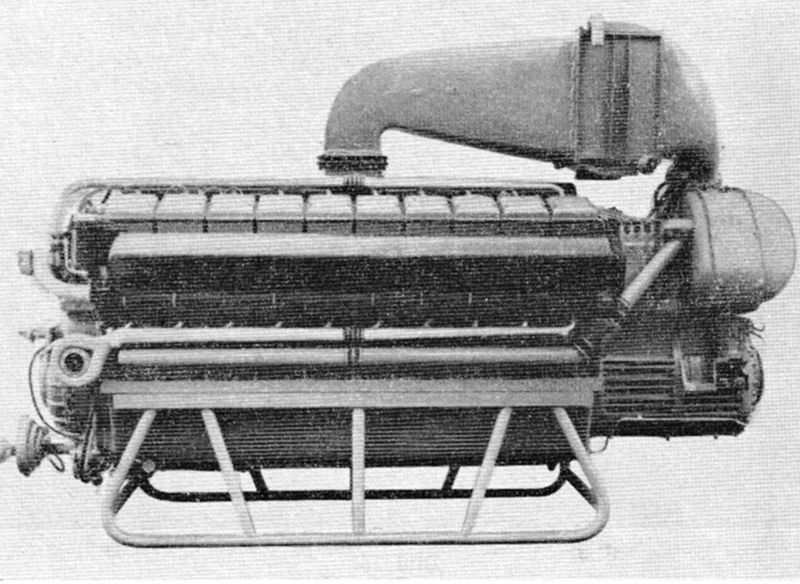
MB 518/3, Framdrivningsmotor på Plejadklassen.

Det var meningen att ”Plejadklassen” skulle utrustad med tre svenskbyggda dieselmotorer på 3000 hp. Utvecklingen av en dessa drog dock ut på tiden. För att fartygen skulle få motorer i tid beställdes därför 1951 motorer för de sex första båtarna av Daimler Benz i Tyskland. Dessa var av typ MB 518 som tidigare provats som mittmotor på HMS Perseus till en effekt på 2 500 hp.
På grund av ökad efterfrågan hos Daimler Benz på torpedbåtsmotorer från Spanien, Danmark och Tyskland måste beställning för de fem övriga fartygen göras under 1952. 
Daimler Benz-motorn genomgick dock successiva modifieringar av vilka den viktigaste var ändrat utförande av brännarmunstycket mellan förkammare och cylinder. Från 1958 medgav dessa att den från början önskade effekten på 3 000 hp kunde uppnås vid 1 720 RPM. Motortypen benämndes då MB 518/3 och hade en vikt på 4 800 kg inklusive reduktionsväxel på 1:1,72. Motorn saknade backslag och backgång åstadkoms genom att rotationsriktningen ändrades genom att kamaxlarna försköts axiellt.

### Bestyckningen
- 6 x 53 cm torpedtuber för trådstyrda torpeder
- 2 x 40 mm Lvakan m/48
- 2 x 103 mm lysraketställ m/53
- 1 x 57 mm lysraketpjäs m/60
- Minräls

### Besättning
Besättningen uppgick till 33 man